# Clark Graebner
Clark Graebner (4 de noviembre de 1943) es un exjugador de tenis de Estados Unidos, recordado por haber alcanzado la final del Campeonato Estadounidense de Tenis en 1967 y por su labor como periodista especializado del deporte.

## Torneos de Grand Slam

### Finalista Individuales (1)
| Año  | Torneo                            | Oponente en la final | Resultado   |
| 1967 | US National Singles Championships | John Newcombe        | 4-6 4-6 6-8 |

### Campeón Dobles (1)
| Año  | Torneo             | Pareja         | Oponentes en la final   | Resultado   |
| 1966 | Campeonato Francés | Dennis Ralston | Ilie Năstase Ion Tiriac | 3-6 3-6 0-6 |

### Finalista Dobles (1)
| Año  | Torneo                            | Pareja         | Oponentes en la final   | Resultado   |
| 1966 | US National Doubles Championships | Dennis Ralston | Roy Emerson Fred Stolle | 4-6 4-6 4-6 |